# Mesquita Nurul Iman

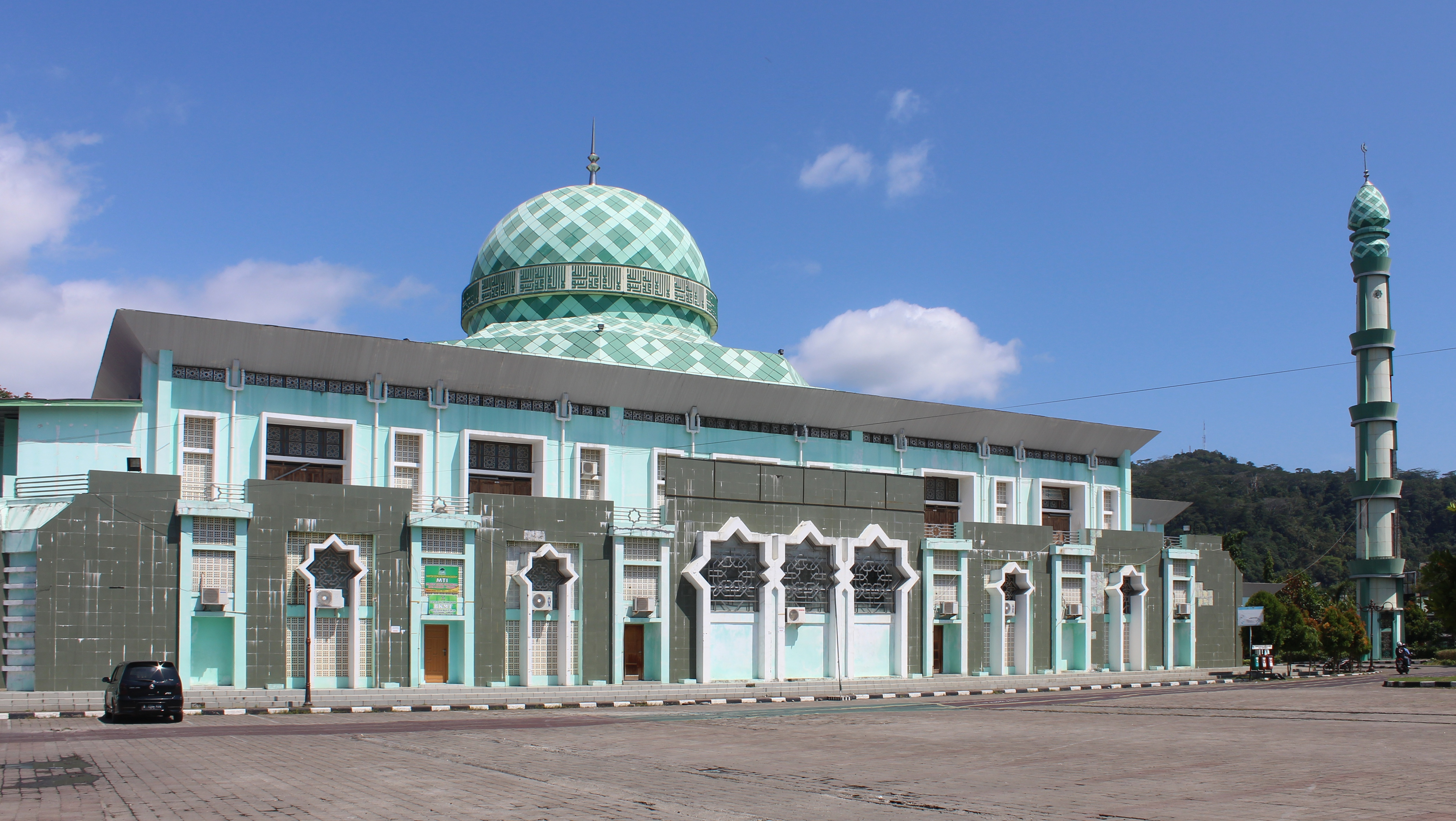
Mesquita Nurul Iman, 2020

A Mesquita Nurul Iman (Masjid Nurul Iman) é uma mesquita localizada na esquina das ruas Jalan Imam Bonjol e Jalan Muhammad Thamrin, em Padang, na Indonésia. A mesquita foi construída pelas Forças Armadas da Indonésia e pelo governo nacional como um gesto de desculpas depois de uma rebelião em Sumatra Ocidental que ocorreu em 1960.

## História
Em 1961, durante o mandato da Kaharudin Datuk Rangkayo Basa, o governador de Sumatra Ocidental, o Exército Nacional da Indonésia e o Governo tiveram a intenção de reconstruir a mesquita como um gesto de reconciliação, de modo a suprimir a rebelião regional. A construção foi iniciada em 26 de setembro de 1965, em uma área de aproximadamente 1.18 hectares (de 2,9 hectares) e criou um plano para um edifício de dois andares. Assim, o Governo de Sumatra Ocidental forneceu fundos adicionais para a construção da Mesquita Nurul Iman Mesquita, orçamento para 1966.
Uma explosão ocorreu dentro da mesquita em 11 de novembro de 1972 (de origem não identificada). Embora não houve vítimas, as explosões causaram graves prejuízos para o sótão do primeiro andar e as janelas de vidro laterais ficaram quebradas. No entanto, a rotina de orações de sexta-feira, planeada para o dia seguinte, aconteceu na mesma, apesar do encerramento da mesquita para que se procedesse à investigação. O culpado, Timzar Zubil, que se foi dito ser um membro do Komando Jihad, um grupo de extremistas islâmicos indonésio, foi preso em 1979 e condenado à morte. Mais tarde, a sentença foi alterada para prisão perpétua. Em 1982 (embora formalmente em custódia), ele visitou a Mesquita Nurul Iman em Padang para orar pelas suas acções. No entanto, ele foi posto em liberdade em 1999.
Em 2004, durante o mandato do Zainal Bakar (Governador de Sumatra Ocidental), houve um plano para renovar a mesquita. A demolição da mesquita parece ter sido ignorada até ao fim do período Zainal Bakar, em 2005. A nova mesquita foi concluída durante o mandato do Gamawan Fauzi, em 2007, e inaugurada pelo Vice-Presidente, Jusuf Kalla, em 7 de julho de 2007.
Dois anos mais tarde, no dia 30 de Setembro de 2009, a mesquita voltou a sofrer danos devido ao sismo de Sumantra de 2009. Os danos eram aparentes nos painéis das paredes e no chão de cerâmica.